# Toerenteller (handwerk)

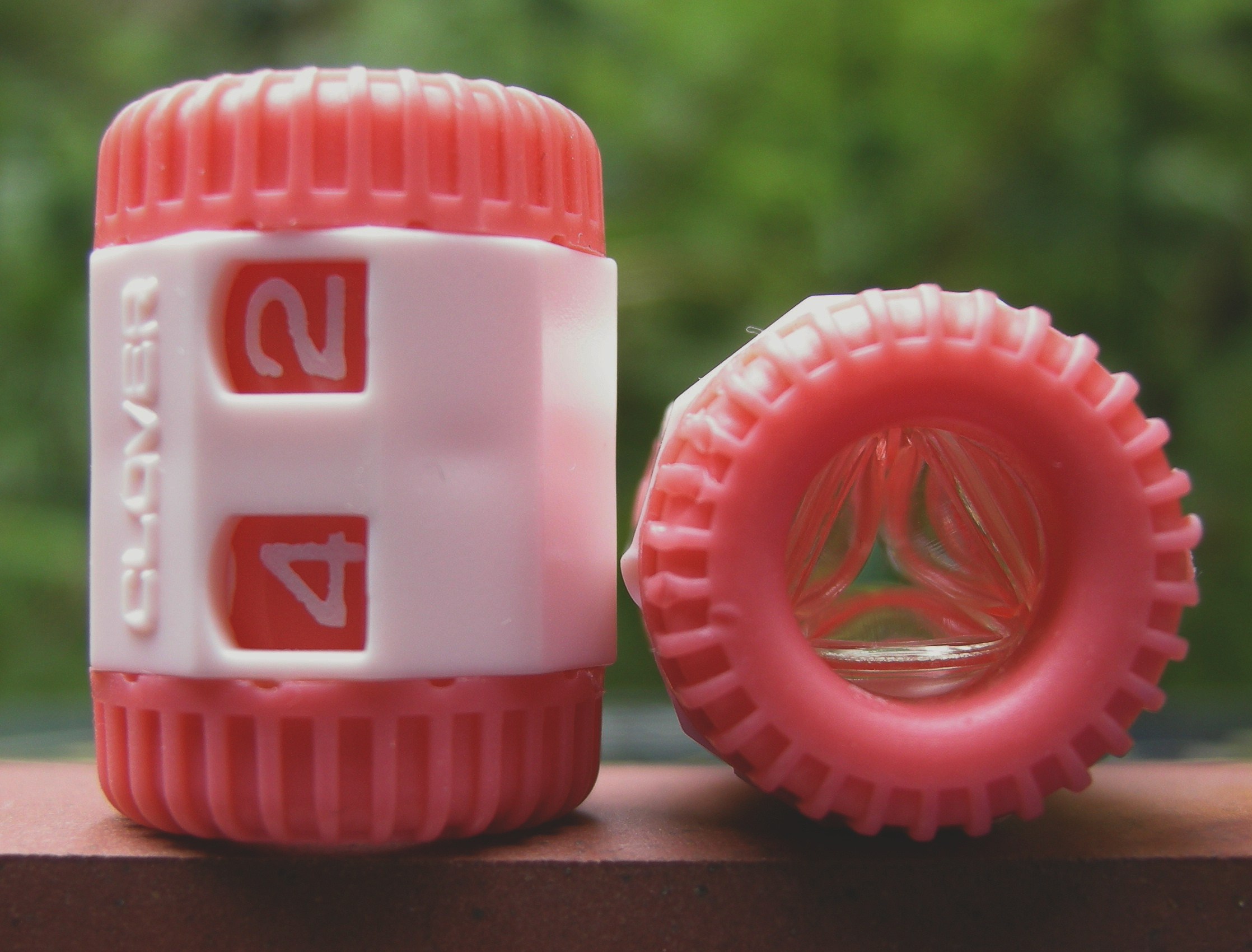
Toerentellertjes die op een breinaald geschoven kunnen worden

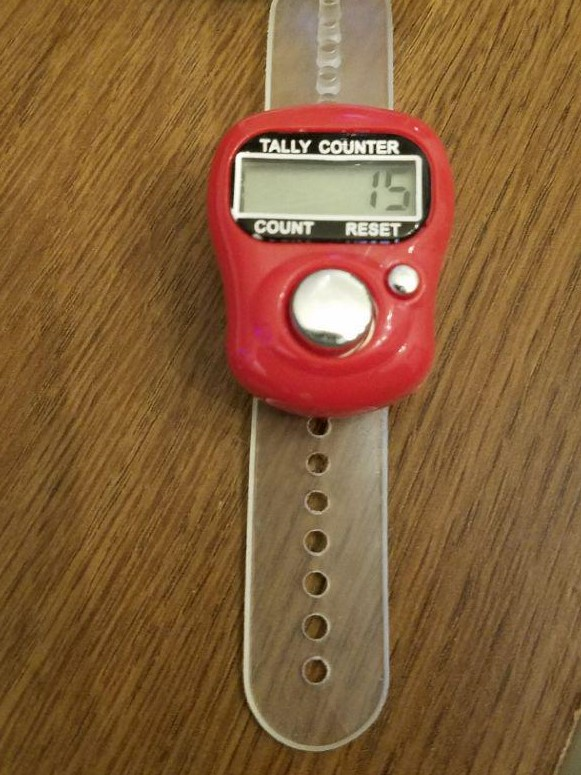
Elektrische toerenteller die als ring gedragen kan worden

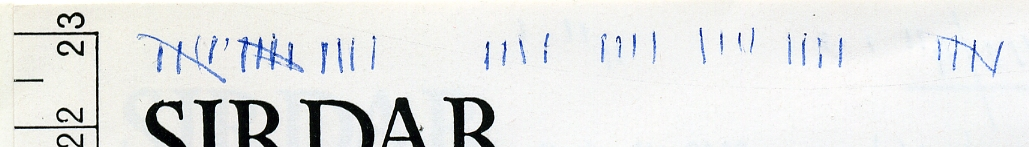
Turfmarkeringen op een patroon uit de jaren '60

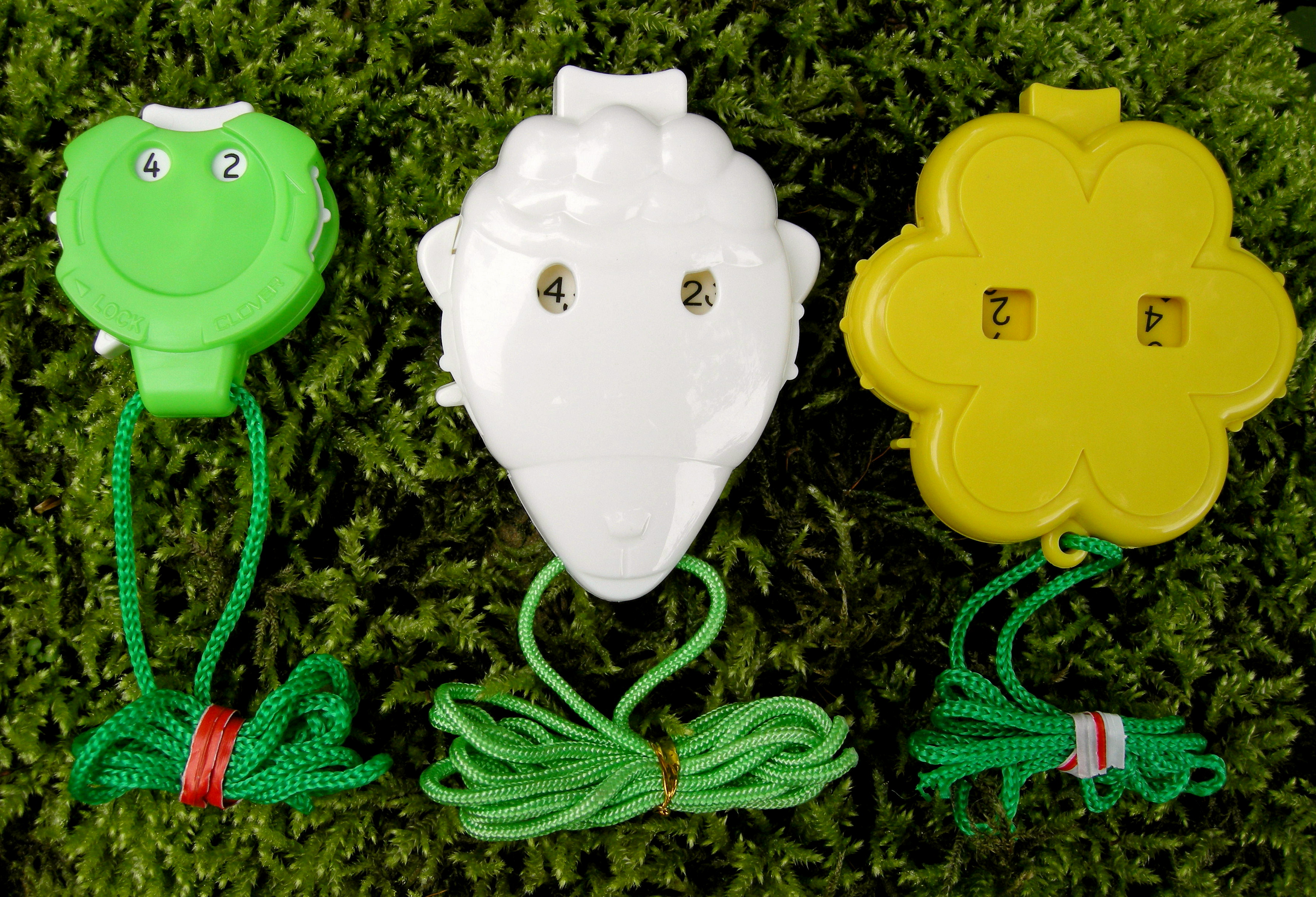
Hangende toerentellers

Een toerenteller is een hulpmiddel dat bij breien en haken wordt gebruikt om te tellen in welke toer de handwerker bezig is. Een toer is bij deze handwerkvormen een volledige rij óf een volledige ronde.
Het is van belang dat deze aantallen goed worden bijgehouden omdat de handwerker dan weet wanneer in het aantal steken of type steken gevarieerd moet worden binnen een patroon. Toerentellers zijn in Nederland in ieder geval al in gebruik sinds de jaren 1930.

## Typen toerenteller
Er zijn simpele toerentellers die gebruikt worden bij breien. De toerentellers worden om de breinaald geschoven en telkens met de hand één nummer omhoog getikt. Bij een nieuw tiental dient dit te worden aangepast op de teller.
Er zijn ook toerentellers die voor zowel haken als breien kunnen worden gebruikt. Deze kunnen bijvoorbeeld om de nek gehangen worden of als ring worden gedragen. Vaak hoeft hierbij maar op één knopje gedrukt te worden en telt de teller zelf door naar de tientallen.
Er zijn tegenwoordig ook toerentellers beschikbaar voor op de telefoon. De gebruiker geeft dan telkens een tikje op het scherm om de toer te verwerken op de teller.

## Alternatieven
- Er zijn voor de hand liggende alternatieven voor een toerenteller. Zo kan een haker of breier ook gewoon terugtellen en zo kijken op welke toer men bezig is. Dit kost echter tijd.
- Daarnaast kan een handwerker op een papiertje of het patroon bijhouden op welke toer men is aanbeland. Dit kan door te turven waar de handwerker is gebleven, of door toeren in het patroon weg te strepen nadat deze klaar zijn. Hiervoor zijn echter pen en papier nodig.
- Tot slot kan het toerenaantal ook gewoon in het hoofd meegeteld worden. Dit kan echter leiden tot verwarring wanneer de handwerker afgeleid raakt.